# Acido vaccenico
L'acido vaccenico (o acido 11-ottadecenoico) è un acido grasso a 18 atomi di carbonio, avente formula bruta C18H34O2.
Individuato da S.H.Bertram nel 1928 è stato la prima dimostrazione della presenza di isomeri trans nei grassi dei ruminanti, in particolare nel latte della vacca, da cui deriva il nome.

## Chimica

Le due isoforme dell'Acido 11-ottadecenoico: l'Acido vaccenico (trans) e l'Acido asclepico (cis)

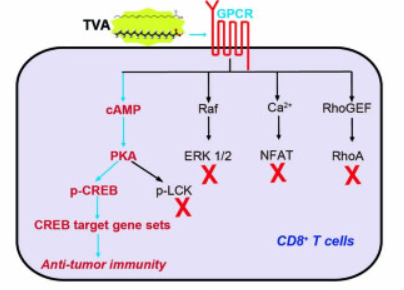
L'acido trans-vaccenico (TVA) nella dieta promuove direttamente la funzione delle cellule T effettrici CD8+ e l'immunità antitumorale in vivo. Il TVA è la forma predominante di acidi grassi trans arricchiti nel latte umano, che il corpo umano non è in grado di produrre.

Si forma come intermedio durante la bioidrogenazione dell'acido linoleico ad acido stearico ad opera del Butyrivibrio fibrisolvens ed altri batteri del rumine. Dall'acido vaccenico si ottiene l'acido rumenico, acido linoleico coniugato cis9 trans11, tramite azione enzimatica.
Si presenta anche nella forma cis, nota anche con il nome: acido asclepico con temperatura di fusione di circa 15 °C. In particolare lo stereoisomero cis è presente nel cervello del cavallo dove svolgerebbe azione emolitica ed in alcuni oli vegetali come quello di macadamia o di olivello spinoso, che possono contenerne anche più del 2%.
L'isomero trans, con temperatura di fusione di circa 44 °C, non è normalmente presente negli oli vegetali.
Uno studio dell’Università di Chicago del 2023 ha scoperto che l’acido trans-vaccenico migliora l’immunità antitumorale attivando le cellule T CD8+. Questo effetto si ottiene disattivando un recettore GPR43, che attiva invece la via CREB.

## Funzioni biologiche
Meccanicamente, il TVA inattiva il recettore della superficie cellulare GPR43, un recettore immunomodulatore accoppiato a proteine G attivato dai suoi ligandi di acidi grassi a catena corta. 
Il TVA antagonizza quindi gli agonisti degli acidi grassi a catena corta di GPR43, portando all'attivazione dell'asse cAMP-PKA-CREB per una migliore funzione delle cellule T CD8+.
Questi risultati rivelano che il TVA derivato dalla dieta rappresenta un meccanismo per la riprogrammazione estrinseca dell’ospite delle cellule T CD8+ in contrapposizione agli acidi grassi a catena corta derivati dal microbiota intestinale intraospite. La TVA ha quindi un potenziale traslazionale per il trattamento dei tumori.

## Dosaggio
Il rilevamento e la determinazione del contenuto dell'acido vaccenoico sono generalmente effettuati con la gascromatografia dell'estere metilico; inoltre, si ottiene una separazione degli isomeri insaturi con cromatografia a strato sottile su nitrato d'argento.